# How to Sell Drugs Online (Fast)
How to Sell Drugs Online (Fast) ist eine deutschsprachige Coming-of-Age-Comedyserie, die von der Kölner bildundtonfabrik produziert wird. Es ist, nach Dark und Dogs of Berlin, die dritte Serie von Netflix, die in Deutschland entwickelt, produziert und gefilmt wurde. Die erste Staffel erschien am 31. Mai 2019 weltweit auf Netflix in verschiedensprachigen Synchronfassungen. Die zweite Staffel startete am 21. Juli 2020 auf Netflix. Die dritte am 27. Juli 2021. Die vierte Staffel erschien am 8. April 2025.
Die Serie wurde von Philipp Käßbohrer, Matthias Murmann, Stefan Titze und Sebastian Colley entwickelt und handelt von dem Nerd Moritz, der aus seinem Kinderzimmer heraus mit seinem besten Freund Lenny Europas größten Online-Drogenversand gründet, um seine Ex-Freundin zurückzugewinnen. Sie basiert lose auf der Geschichte des damals 18-jährigen Maximilian Schmidt, der Ende 2013 bis 2015 von seinem Jugendzimmer in Leipzig-Gohlis heraus unter dem Decknamen „Shiny Flakes“ einen Online-Drogenhandel startete.

## Handlung
In einer etwas späteren Zukunft werden die Ereignisse der Geschichte von Moritz persönlich erzählt. Moritz Zimmermann sitzt in einem Raum an einem Tisch und spricht dabei zum Zuschauer. Dabei nimmt er auch häufig die Rolle des Off-Erzählers ein.

### Staffel 1
Moritz, ein Nerd, ist in einer Beziehung mit seiner Kindheitsfreundin Lisa Novak. Während ihres Aufenthaltes in Amerika hat Lisa sich verändert, und so beendet sie ihre Beziehung zu Moritz und beginnt Zeit mit dem beliebten Dan Riffert zu verbringen. Als Moritz erfährt, dass Lisa während ihres Auslandsjahres Ecstasy genommen hat, bittet er seinen Freund Lenny um Hilfe, um sie wieder zurückzugewinnen. Moritz findet Dans Händler Jakob „Buba“ Otto und kauft dessen gesamten Vorrat an Ecstasy in der Hoffnung, dass Dan Lisa nichts zu bieten hat. Da er nicht genug Geld hat, erpresst er ihn und stiehlt ihm die Drogen. Er verspricht, ihm das fehlende Geld zu geben. Auf Lisas Party versucht er, mit ihr zu sprechen, wird jedoch von Dan gedemütigt. Aufgrund seiner Schulden bei Buba plant Moritz, die Tüte mit Ecstasy online zu verkaufen.
Lisas Eltern finden am nächsten Tag eine Ecstasy-Pille von der Party, woraufhin Lisa Dan um Hilfe bittet. Da Moritz immer noch Zugriff auf ihren Facebook-Account hat, beginnt er, Nachrichten von Dan zu löschen, um die Illusion zu vermitteln, dass Dan Lisa ignoriert, und bietet Lisa selbst seine Hilfe an. Zugleich konfiguriert er seinen und Lennys Spielemarkt „MyTems“ neu, um unter dem Namen „MyDrugs“ Ecstasy-Pillen im Darknet zu verkaufen. Lenny zögert zunächst, weil er die fehlgeschlagenen Versuche von Moritz satt hat, lässt sich schließlich aber doch überreden, und die Bestellungen beginnen. Dan wird von der Polizei wegen seines Besitzes von Ecstasy befragt und aufgefordert, seinen Händler zu enthüllen.
Buba spürt Moritz und Lenny auf und verlangt das fehlende Geld, das Moritz ihm schuldet. Als Buba von MyDrugs erfährt, verlangt er 10.000 Euro aus den erzielten Gewinnen. Die Qualität der Pillen wird von den MyDrugs-Kunden als schlecht bewertet, weshalb Moritz die Hilfe eines Benutzers namens „PurpleRain“ als neuen Drogenlieferanten akzeptiert. Unabhängig davon findet auch Lisa durch Drug-Checking heraus, dass die Pillen minderwertige Substanzen enthalten. Dan fragt Lisa, ob sie ihn ignoriert, was Lisa bestreitet. Dan versucht, ihr erneut eine SMS zu schreiben. Als Lisa sieht, wie Moritz jene löscht, spricht sie ihn über die Lautsprecher der Schule darauf an. Buba wird verhaftet und in Untersuchungshaft genommen, und Moritz und Lenny holen das erste Paket von PurpleRain ab. In der Schule wird Moritz gemieden, und Lisa hat ihn blockiert. Er und Lenny planen nun, MyDrugs für das Clear Web zu öffnen.
Jens Zimmermann, Polizist und der Vater von Moritz, bittet seinen Sohn, ihm und der Polizei zu helfen, Bubas Laptop zu knacken. Auf dem Laptop sind Inhalte von ihm und Lenny, weshalb Moritz beschließt, alle Inhalte auf dem Laptop zu löschen. Lenny findet kurze Zeit später heraus, dass seine Mutter ihn nach seinem Tod durch ein Pflegekind ersetzen will.
Den Start von MyDrugs im Clear Web feiern Moritz und Lenny mit einem formellen Abendessen. Moritz verrät Lenny, dass er einen Vertrag mit dem Hersteller GoodTimes in Rotterdam abgeschlossen hat, um die Produktpalette von MyDrugs zu erweitern, woraufhin Lenny Moritz vorwirft, das Geld sei ihm wichtiger geworden als ihre Freundschaft, und sich von ihm abwendet. Moritz nimmt die Einladung zur Geburtstagsfeier seiner Klassenkameradin Gerda an und sieht, wie Dan und Lisa sich küssen. Moritz verlässt darauf die Party, wird von Gerda aber noch kurz geküsst. Kurz darauf nimmt Gerda eine Überdosis an bei MyDrugs bestelltem Ecstasy und wird ins Krankenhaus eingeliefert.
Buba wird aus Mangel an Beweisen aus der Haft entlassen und entführt Lenny. Ein Befreiungsversuch durch Moritz und Dan scheitert. Als Buba versucht, Dan für seinen Verrat umzubringen, holt Lenny eine versteckte 3D-gedruckte Pistole heraus und versucht, Buba zu erschießen, was ihm nicht gelingt. Buba macht sich über die drei lustig und erschießt sich versehentlich selbst. Die drei beschließen, ihre Probleme beiseite zu legen und gemeinsam an MyDrugs zu arbeiten. Nachdem sich Lisa das Video von Moritz, das mit einem Link an Lisas Geschenk geklebt war, ansieht, versöhnt sie sich wieder mit Moritz und beendet ihre Beziehung zu Dan.
Im Abspann äußern sich Lisa und Lenny im Rückblick skeptisch über Moritz’ Version der Ereignisse.

### Staffel 2
MyDrugs feiert einen riesigen Erfolg im Clear Web. Moritz, Lenny und Dan wollen nun aus dem Geschäft aussteigen. Als Moritz seine Geschäftspartner in Rotterdam darüber informieren möchte, meinen diese, dass er jederzeit aussteigen könne, MyDrugs jedoch von ihnen selbst weitergeführt wird. Er entscheidet sich um und befolgt den Rat der Niederländer, ein fiktives Start-Up aufzubauen, um den plötzlichen Reichtum der Freunde erklärbar zu machen.
Währenddessen zieht Lisa zu Moritz, um nicht bei ihrem Vater und seiner neuen Freundin leben zu müssen. Aus Angst, sie könnte die versteckten Drogen in seinem Zimmer finden, erledigen die Jungs ihre Geschäfte von nun an aus der Garage. Moritz macht kurzzeitig Schluss mit Lisa.
Lenny trifft sich mit seiner Internetbekanntschaft Kira. Da er aus mangelndem Selbstbewusstsein nur Bilder von Dan verschickt hat, um aufgrund seines Ansehens weiter mit ihr in Kontakt zu bleiben, schickt er Dan zum Treffen. Kira findet jedoch sofort heraus, dass etwas nicht stimmt, findet aber Gefallen an Lenny.
Wenig später findet Moritz heraus, dass Kira heimlich fremde Personen erpresst, indem sie sich privates Videomaterial beschafft und droht, es zu veröffentlichen. Moritz spürt sie auf, doch sie küsst ihn, während Lisa es aus Zufall aus der Entfernung beobachtet.
Auch Dan und Lenny erfahren davon und sind sauer auf Moritz. Unwissend beschließt Lenny, Kira ins Team aufzunehmen.
Ein Kartell aus Drogendealern unter Anführung der Mutter des toten Dealers Buba findet derweil heraus, dass die drei Jungs hinter dem Tod des Dealers stecken. Sie klären auf, dass es ein Versehen gewesen ist und kooperieren schließlich mit ihnen.
Um ihre Bitcoins in Echtgeld umzuwandeln, eröffnen Moritz, Lenny und Dan, die sich wieder zusammengeschlossen haben, ein Konto auf der Bank. Der neue Familienhund entdeckt eine Tüte Marihuana und sein Vater stellt Moritz zur Rede. Dieser kann ihn davon überzeugen, die Tüte seien die einzigen Drogen in seinem Besitz. Der Familienhund wird ausgesetzt und später bei der Jagd mit Bubas Mutter und ihren Kollegen aus Versehen von Moritz angeschossen.
Moritz und Lisa versöhnen sich, als sie durch Zufall von Moritz und seinem Zusammenhang mit MyDrugs erfährt. Sie rät ihm, mit dem Drogenhandel aufzuhören und seine Zukunft zu retten. Eine weitere Lüge wird aufgedeckt, als Moritz Lenny und Dan beichtet, dass die Niederländer kein Problem mit ihrem Ausstieg hätten. Die beiden Freunde, die bis dahin geglaubt haben, die Niederländer würden sie umbringen, da sie zu viel wüssten, sind sauer und beenden die Freundschaft.
Moritz nimmt das Angebot der Niederländer an und sichert sich ein Büro in Rotterdam. Er wird jedoch wenig später von Lenny in MyDrugs blockiert und hat nun keine Kontrolle mehr über die Seite. Er bricht bei ihm ein, entsperrt sich und blockiert Lenny. Dieser hat nun nicht mehr genug Geld, um die teure Behandlung zu bezahlen, die ihn von seiner Krankheit so weit befreien könnte, dass er etwa 50 Jahre alt werden könnte.
Während Moritz zufällig mitbekommt, dass sein Mitarbeiter Maarten eine ehemalige Kollegin erschießt, weil sie zu viel weiß, will er Lenny und Dan beschützen. Diese glauben ihm nicht und gründen mit Kira ein neues Start-Up für Drogen. Moritz beauftragt seine Kollegen im Kartell rund um Bubas Mutter dazu, Maarten davon abzuhalten, Lenny und Dan zu töten. Dabei setzen sie Maarten mit einem Elektroschocker außer Gefecht.
Lenny zerstört MyDrugs für immer und Moritz wird verhaftet.
Der Abspann zeigt Moritz, wie er den Zuschauern über die Ereignisse berichtet und anschließend von Beamten zurück in Haft gebracht wird.

### Staffel 3
Staffel 3 zeigt die letzten Ereignisse vor Moritz’ Haft.
Die Abschlussklasse fährt vor ihrer letzten Prüfung in ein Camp. Von dort versucht Moritz, MyDrugs wieder aufzubauen, er braucht jedoch die Unterstützung von Lenny. Dieser ist immer noch sauer auf ihn und möchte nicht mit ihm reden. Lisa freundet sich währenddessen mit Ranger Joseph an, eine Beziehung entsteht.
Nachdem Moritz Lenny mithilfe des Albaner-Clans entführt, willigt dieser schließlich ein und hilft mit, MyDrugs wieder aufzubauen und unter Druck der niederländischen Drogenproduzenten wieder online zu stellen.
Lenny wird derweil ins Krankenhaus eingeliefert und Kira wird von der Polizei mitgenommen, weil sie Geld vom Konto ihrer Mutter abgehoben hat.
Polizist Kämper, der von Moritz und MyDrugs weiß, versucht, Beweise für seine Schuld zu finden und setzt dessen Vater unter Druck. Moritz hackt sich in Lisas Laptop ein, um Bilder von ihr und ihrem Freund Josef zu finden. Lenny hat sich nun entschieden, für die teure Operation nach Los Angeles zu fliegen und bekommt Geld von Moritz. Dan und Lenny steigen daraufhin komplett aus dem Drogengeschäft aus und versuchen, woanders ihr Geld zu verdienen.
Weil Moritz von seinen niederländischen Geschäftspartnern nicht ernst genommen wird und unter Druck gesetzt wird, gibt er Herrn Kämper einen Hinweis. Dieser kommt daraufhin mit mehreren bewaffneten Kollegen nach Rotterdam, um die Niederländer zu verhaften.
Fritzi, eine Freundin von Lisa, bekommt währenddessen von der Teilnahme von Moritz, Lenny und Dan an MyDrugs mit und verspricht, niemandem etwas zu erzählen.
Außerdem steht die Abschlussprüfung an und die Freunde machen sich Gedanken über ihre Zukunft nach der Schule.
Kira findet derweil durch einen Bericht heraus, dass die Niederländer gar nicht verhaftet worden sind, sondern stattdessen deutsche Touristen, die gedacht haben, sie wären in einem Escape Room. Moritz’ ehemalige Partner Beeke, Marlene und Maarten spüren die Freunde bei der Abschlussparty auf. Fritzi hat zuvor einigen Schülern, darunter Moritz, einen mit Ecstasy gemischten Drink gegeben.
Lisa erzählt Moritz’ Vater Jens alles über Moritz und MyDrugs. Dieser macht sich auf den Weg in die Schule und erschießt Beeke und Marlene, bevor diese Moritz, Lenny und Dan töten können. Moritz lässt Maarten später nach längerer Überlegung frei und zieht alle Verantwortung auf sich. Er wird schließlich verhaftet, bevor sein Vater ihn hätte aufhalten können.
Schließlich erhält Moritz in seinem Gefängniszimmer einen Laptop, den er so einstellen konnte, dass er mit seinen Freunden videochatten kann.
Lenny und Kira reisen nach Los Angeles und Lenny erhält seine Operation. Dan und Fritzi ziehen zusammen und Lisa studiert Journalismus in Berlin. Maarten verkauft weiterhin Drogen in Zusammenarbeit mit dem Albaner-Clan.
Im Abspann erzählt Moritz seine Geschichte vor einer Produktion fertig. Unter anderem sitzt auch Lisa vor ihm und möchte nun die Geschichte in die Öffentlichkeit bringen.
Am Ende versichert Lenny Moritz, dass er ihn aus dem Gefängnis holen wird.

## Besetzung

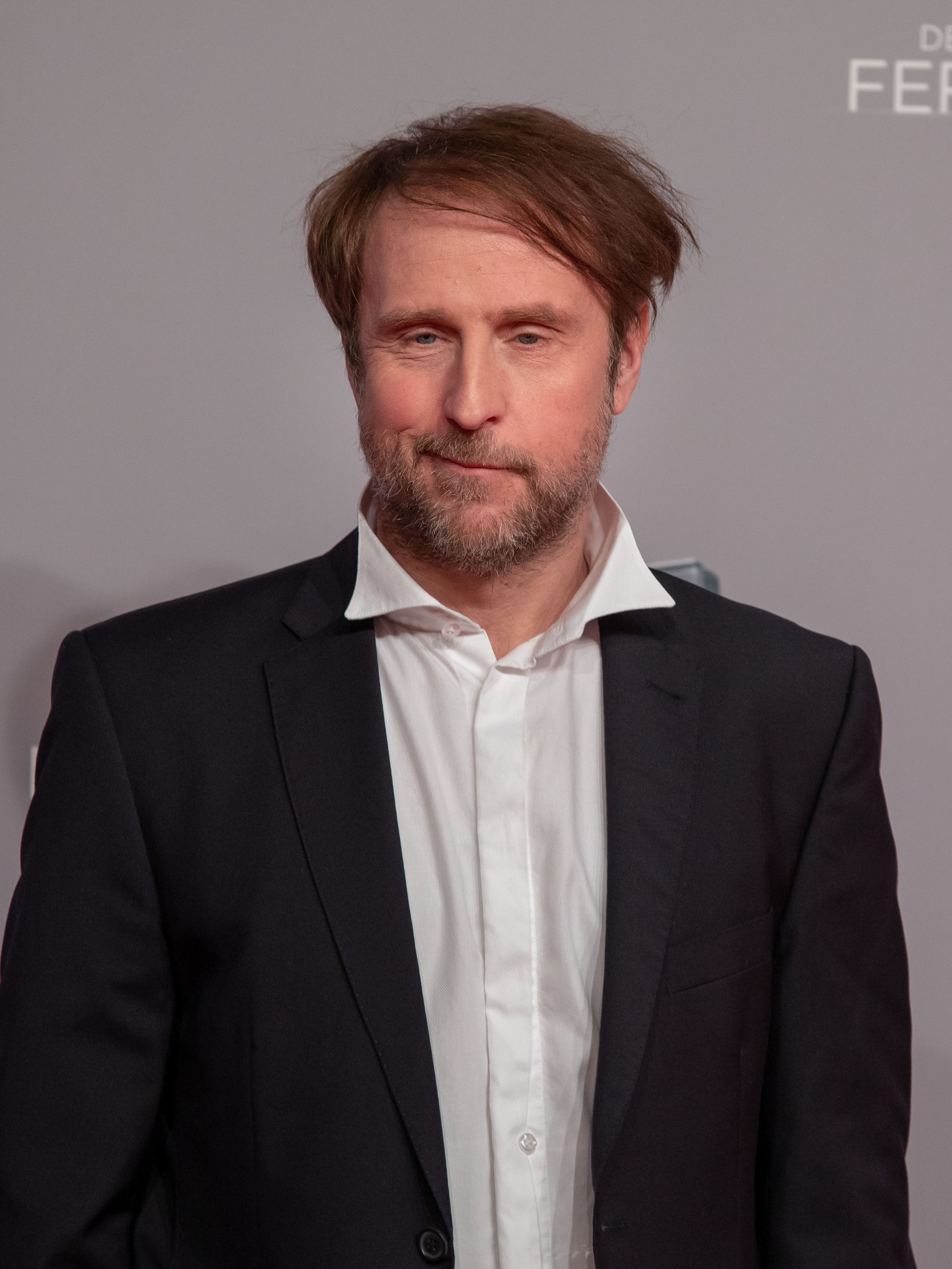
Bjarne Mädel spielte in der ersten Staffel die Rolle des Antagonisten Jakob „Buba“ Otto und erhielt für seine Leistung den Bambi-Award

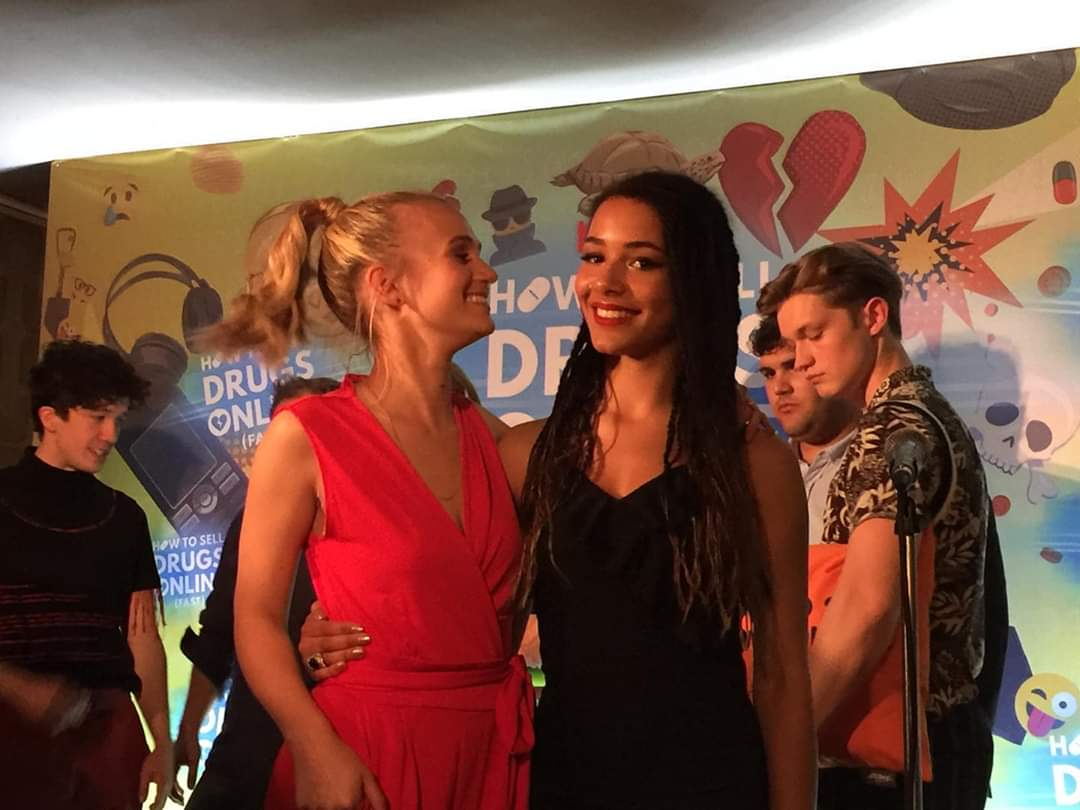
Mundt, Wesselow, Schaller, Kamperidis und Hardung (v. l. n. r.) bei der Releaseparty zur 1. Staffel (2019)

### Haupt- und Nebendarsteller
| Rolle                            | Hintergrund | Schauspieler           | Hauptrolle (Folgen) | Nebenrolle (Folgen)                              |
| -------------------------------- | --- | ---------------------- | ------------------- | ------------------------------------------------ |
| Moritz Zimmermann/„m1000“        | Schüler und Nerd, der zusammen mit seinem Freund Lenny den Online-Drogenhandel „MyDrugs“ gründet, um seine Freundin Lisa zurückzugewinnen; die Figur basiert auf dem Drogenbaron Shiny Flakes | Maximilian Mundt       | 1.01–4.06           |                                                  |
| Lisa Novak                       | (Ex-)Freundin von Moritz, die nach einem Auslandsjahr von ihrem Freund eine Auszeit sucht und eine Liebelei mit Daniel eingeht                                                                | Lena Klenke            | 1.01–4.06           |                                                  |
| Lennard „Lenny“ Sander           | Bester Freund und Geschäftspartner von Moritz; leidet an einem Osteosarkom, weshalb er im Rollstuhl sitzt                                                                                     | Danilo Kamperidis      | 1.01–4.06           |                                                  |
| Daniel „Dan“ Riffert             | Lisas neue Liebelei und Moritz’ Rivale | Damian Hardung         | 1.01–4.06           |                                                  |
| Jens Zimmermann                  | Polizist und alleinerziehender Vater von Moritz und Marie | Roland Riebeling       | 1.01–4.06           |                                                  |
| Jakob „Buba“ Otto                | Drogendealer, der von Moritz sein Geld haben will | Bjarne Mädel           | 1.01–1.06           |                                                  |
| Milena „Kira“ Bechtholz/„xKira7“ | Chatfreundin von Lenny | Lena Urzendowsky       | 2.01–4.06           | 1.06 (Stimme), 4.01–4.06                         |
| Marie Zimmermann                 | Kleine Schwester von Moritz | Jolina Amely Trinks    |                     | 1.01–                                            |
| Gerda Schwerdfeger               | Freundin von Lisa und Fritzi; in der ersten Staffel ist sie heimlich in Moritz verliebt | Luna Schaller          |                     | 1.01–2.01, 2.03, 2.05–                           |
| Fritzi Neuhaus                   | Freundin von Gerda und Lisa | Leonie Wesselow        |                     | 1.01–2.03, 2.05–                                 |
| Ulrike Sander                    | Alleinerziehende Mutter von Lenny | Ulrike Folkerts        |                     | 1.01–1.04                                        |
| Herr Novak                       | Vater von Lisa, der eine Affäre hatte | Moritz Führmann        |                     | 1.02–1.03, 2.01                                  |
| Frau Novak                       | Mutter von Lisa, verlässt ihren Mann, weil dieser sie betrogen hat | Isabel Schosnig        |                     | 1.02–1.04, 2.02                                  |
| Marlene                          | Drogenproduzentin und Geschäftspartnerin von Moritz in den Niederlanden | Markoesa Hamer         |                     | 1.04–3.05                                        |
| Beeke                            | Drogenproduzentin und Geschäftspartnerin von Moritz in den Niederlanden | Hannah van Lunteren    |                     | 1.04–3.05                                        |
| Maarten                          | Angestellter von Marlene und Beeke | Ruben Brinkman         |                     | 1.04–3.06, 4.01, 4.06                            |
| Marco Riffert                    | Vater von Daniel | Hinnerk Schönemann     |                     | 1.04–1.05, 2.05–2.06                             |
| Benedikt Kämper                  | Polizist des Landeskriminalamtes NRW und Mitglied der Cybercrime-Unit, welcher auf Moritz Geschäfte aufmerksam wird.                                                                          | Florentin Will         |                     | 1.05–1.06, 2.02–2.03, 3.01–3.04, 3.06, 4.01–4.04 |
| Hauptkommissar Welter            | Vorgesetzter von Herr Kämper und Leiter des Landeskriminalamtes NRW | Felix Goeser           |                     | 2.06, 4.01–4.06                                  |
| Mia                              | Angestellte von Marlene und Beeke | Hannah Hoekstra        |                     | 2.01, 2.06                                       |
| Doro Otto                        | Mutter von Buba, Besitzerin des Pferdehofs und Anführerin des Albaner-Clans | Maren Kroymann         |                     | 2.02–2.06, 3.04, 4.01                            |
| Abnor                            | Mitglied des Albaner-Clans | Michael Ostrowski      |                     | 2.02–2.06, 3.02, 3.06, 4.01, 4.06                |
| Josef Kammerlander               | Ranger, neuer Freund von Lisa | Langston Uibel         |                     | 3.01–3.02, 3.04–3.06                             |
| Behzat Aygün                     | Inhaber von Brofrost, welcher mit Drogen handelt | Hasan Ali Mete         |                     | 4.02–4.06                                        |
| Ersan                            | Gefängnisfreund von Moritz mit welchem er Bonus Life übernehmen möchte | Leonidas Emre Pakkan   |                     | 4.01–4.06                                        |
| Mitarbeiterin von Behzat         | Angestellte Drogenkurierin von Behzats Firma Brofrost | Thekla Viloo Fliesberg |                     | 4.02–4.06                                        |
| Mitarbeiter von Behzat           | Angestellter Drogenkurier von Behzats Firma Brofrost | Ben Hartmann           |                     | 4.01–4.06                                        |

### Gastdarsteller
| Rolle                      | Hintergrund                                                          | Schauspieler              | Folgen     |
| -------------------------- | -------------------------------------------------------------------- | ------------------------- | ---------- |
| Jonathan Frakes            | Schauspieler und Moderator, der den Zuschauern das Darknet erklärt   | Jonathan Frakes           | 1.02, 1.05 |
| Dr. Angela Schleef-Murmann | Ärztin von Lenny                                                     | Martina Eitner-Acheampong | 1.02       |
| Frank                      | Onkel von Gerda                                                      | Olli Schulz               | 1.05       |
| Julien Bam                 | YouTuber, der über MyDrugs in seinen Videos erzählt                  | Julien Bam                | 2.01       |
| Bettina Zimmermann         | Mutter von Moritz und Marie. Sie hat ihre Familie verlassen          | Milena Dreißig            | 2.02       |
| Unbenannte Moderatorin     | Moderatorin der Sendung Akte X ungelöst                              | Katarina Witt             | 3.01       |
| Unbenannter Mitarbeiter    | Mitarbeiter in Moritz’ Fantasie als Undercover-CEO                   | Etienne Gardé             | 3.02       |
| Unbenannte Mitarbeiterin   | Mitarbeiterin in Moritz’ Fantasie als Undercover-CEO                 | Katjana Gerz              | 3.02       |
| Unbenannter Mitarbeiter    | Mitarbeiter in Moritz’ Fantasie als Undercover-CEO                   | Ryan Wichert              | 3.02       |
| Erik „Gronkh“ Range        | Let’s Player, stellt ein Spiel über ein an Krebs erkranktes Kind vor | Gronkh                    | 3.03       |
| Klaas Heufer-Umlauf        | TV-Moderator                                                         | Klaas Heufer-Umlauf       | 3.05       |

Für die deutsche Fassung konnten die Macher Frakes’ Synchronsprecher Detlef Bierstedt verpflichten. Die Aufnahmen dazu fanden in Berlin statt.

## Episodenliste

### Staffel 1
| Nr. (ges.)                                                       | Nr. (St.) | Originaltitel                                                     | Regie          | Drehbuch                                           |
| ---------------------------------------------------------------- | --------- | ----------------------------------------------------------------- | -------------- | -------------------------------------------------- |
| 1                                                                | 1         | Nerd Today, Boss Tomorrow                                         | Lars Montag    | Sebastian Colley, Philipp Käßbohrer & Stefan Titze |
| 2                                                                | 2         | Life’s Not Fair, Get Used to It                                   | Lars Montag    | Sebastian Colley, Philipp Käßbohrer & Stefan Titze |
| 3                                                                | 3         | Failure is Not an Option                                          | Lars Montag    | Sebastian Colley, Philipp Käßbohrer & Stefan Titze |
| 4                                                                | 4         | If This is Reality, I’m Not Interested                            | Arne Feldhusen | Sebastian Colley, Philipp Käßbohrer & Stefan Titze |
| 5                                                                | 5         | Score Big or Don’t Score at All                                   | Arne Feldhusen | Sebastian Colley, Philipp Käßbohrer & Stefan Titze |
| 6                                                                | 6         | If You Are the Smartest One in the Room, You’re in the Wrong Room | Arne Feldhusen | Sebastian Colley, Philipp Käßbohrer & Stefan Titze |
| Am 31. Mai 2019 wurden alle Episoden auf Netflix veröffentlicht. |           |                                                                   |                |                                                    |

### Staffel 2
| Nr. (ges.)                                                        | Nr. (St.) | Originaltitel                  | Regie          | Drehbuch                                                                      |
| ----------------------------------------------------------------- | --------- | ------------------------------ | -------------- | ----------------------------------------------------------------------------- |
| 7                                                                 | 1         | Think Different                | Mia Spengler   | Sebastian Colley, Philipp Käßbohrer, Stefan Titze, Mats Frey & Natalie Thomas |
| 8                                                                 | 2         | Where Do You Want to Go Today? | Mia Spengler   | Sebastian Colley, Philipp Käßbohrer, Stefan Titze, Mats Frey & Natalie Thomas |
| 9                                                                 | 3         | Inspired by Real Life          | Mia Spengler   | Sebastian Colley, Philipp Käßbohrer, Stefan Titze, Mats Frey & Natalie Thomas |
| 10                                                                | 4         | Buy It. Sell It. Love It.      | Arne Feldhusen | Sebastian Colley, Philipp Käßbohrer, Stefan Titze, Mats Frey & Natalie Thomas |
| 11                                                                | 5         | Move Fast and Break Things     | Arne Feldhusen | Sebastian Colley, Philipp Käßbohrer, Stefan Titze, Mats Frey & Natalie Thomas |
| 12                                                                | 6         | Don’t be evil.                 | Arne Feldhusen | Sebastian Colley, Philipp Käßbohrer, Stefan Titze, Mats Frey & Natalie Thomas |
| Am 21. Juli 2020 wurden alle Episoden auf Netflix veröffentlicht. |           |                                |                |                                                                               |

### Staffel 3
| Nr. (ges.)                                                        | Nr. (St.) | Originaltitel                                         | Regie          | Drehbuch                                                                       |
| ----------------------------------------------------------------- | --------- | ----------------------------------------------------- | -------------- | ------------------------------------------------------------------------------ |
| 13                                                                | 1         | A single failure, a little slip                       | Arne Feldhusen | Sebastian Colley, Philipp Käßbohrer, Natalie Thomas & Mats Frey                |
| 14                                                                | 2         | A misdemeanor, a little trip                          | Arne Feldhusen | Michael Schilling, Philipp Käßbohrer, Mats Frey & Natalie Thomas               |
| 15                                                                | 3         | Does this condemn me, lock me away?                   | Arne Feldhusen | Peter Furrer, Philipp Käßbohrer, Stefan Titze, Natalie Thomas & Mats Frey      |
| 16                                                                | 4         | Before you turn the key, I have one more thing to say | Arne Feldhusen | Michael Schilling, Philipp Käßbohrer, Mats Frey, Natalie Thomas & Stefan Titze |
| 17                                                                | 5         | To make amends, maybe be friends                      | Arne Feldhusen | Mats Frey, Stefan Titze, Philipp Käßbohrer & Natalie Thomas                    |
| 18                                                                | 6         | Everybody gets a second chance                        | Arne Feldhusen | Stefan Titze, Mats Frey, Philipp Käßbohrer & Natalie Thomas                    |
| Am 27. Juli 2021 wurden alle Episoden auf Netflix veröffentlicht. |           |                                                       |                |                                                                                |

### Staffel 4
| Nr. (ges.)                                                        | Nr. (St.) | Originaltitel                      | Regie              | Drehbuch                            |
| ----------------------------------------------------------------- | --------- | ---------------------------------- | ------------------ | ----------------------------------- |
| 19                                                                | 1         | That Can’t Happen.                 | Arne Feldhusen     | Michael Schilling                   |
| 20                                                                | 2         | That Doesn’t Happen on My Machine. | Arne Feldhusen     | Lena Tusche & Denise Harkavy        |
| 21                                                                | 3         | That Shouldn’t Happen!             | Arne Feldhusen     | Michael Schilling & Sebastian Huber |
| 22                                                                | 4         | Why Does That Happen?              | Facundo Scalerandi | Patrick Stenzel                     |
| 23                                                                | 5         | Oh, I See.                         | Facundo Scalerandi | Sebastian Colley                    |
| 24                                                                | 6         | How Did That Ever Work?            | Facundo Scalerandi | Sebastian Colley                    |
| Am 8. April 2025 wurden alle Episoden auf Netflix veröffentlicht. |           |                                    |                    |                                     |

## Hintergrund
Unter dem Pseudonym „Shiny Flakes“ startete der damals 18-jährige Maximilian Schmidt Ende 2013 einen Online-Drogenhandel aus seinem Kinderzimmer in Leipzig-Gohlis. Dabei gelang es ihm zunächst unbemerkt, Drogen im Wert von knapp vier Millionen Euro nach ganz Europa zu verkaufen. Die Ermittler beschlagnahmten in seinem Zimmer etwa 320 kg Drogen, 600 kg sollen verkauft worden sein. Im November 2015 wurde er zu sieben Jahren Haft verurteilt, das Urteil wurde im März 2016 rechtskräftig. Im Juli 2021 wurde der Dokumentarfilm Shiny Flakes: The Teenage Drug Lord auf Netflix veröffentlicht, der die Geschichte von Maximilian Schmidt erzählt.

## Produktion
Am 25. Oktober 2018 kündigte Netflix im Rahmen der Medientage München an, nach Dark und Dogs of Berlin fünf weitere deutschsprachige Originalserien zu produzieren, darunter auch How to Sell Drugs Online (Fast), damals noch unter dem Titel Don’t Try This At Home. Die Serie wird von der in Köln-Ehrenfeld ansässigen bildundtonfabrik produziert, die damit ihre erste fiktionale Serie produziert. Showrunner und Executive Producer sind Philipp Käßbohrer und Matthias Murmann. Geschrieben wurde die Serie von Philipp Käßbohrer, Sebastian Colley und Stefan Titze. Regie führen Lars Montag (Folgen 1–3) und Arne Feldhusen (Folgen 4–6). Für die Kamera verantwortlich ist Armin Franzen.
Gastauftritte haben u. a. Jonathan Frakes als er selbst, Hinnerk Schönemann als Daniels Vater, Ulrike Folkerts als Lennards Mutter, Olli Schulz als Gerdas Onkel und Florentin Will als Polizist.
Des Weiteren treten Mavi Phoenix als Liveact und Gronkh als er selbst auf.
Am 17. Dezember 2018 gab Netflix bekannt, dass die Dreharbeiten zur ersten Staffel abgeschlossen wurden.
Die Serie feierte am 6. April 2019 in Cannes im Rahmen des Serienfestivals Canneseries Weltpremiere.
Seit dem 31. Mai 2019 ist die erste Staffel weltweit bei Netflix verfügbar. Am 9. Juli 2019 kündigte die Produktionsfirma via Twitter an, dass am 21. Juli 2020 die zweite Staffel erscheinen wird.
Am 28. Juli 2020 gab Netflix die Verlängerung um eine weitere Staffel bekannt. Die Dreharbeiten begannen im selben Monat in Köln. Langston Uibel übernahm eine neue Hauptrolle. Staffel 3 erschien am 27. Juli 2021.
Im Herbst 2021 entstand das Prequel Buba mit Bjarne Mädel in der Titelrolle, Georg Friedrich als dessen Bruder Dante und Anita Vulesica als Jule. Regie führte Arne Feldhusen. Auf Netflix wurde der Film am 3. August 2022 veröffentlicht.
Im August 2022 kündigten Matthias Murmann und Philipp Käßbohrer die Entwicklung einer vierten Staffel an.

## Drehorte
Als kartographische Vorlage für die fiktive Stadt Rinseln dient der Bonner Stadtteil Röttgen. Außerdem wurden einzelne Szenen in Orten der Umgebung gedreht, wie zum Beispiel Ippendorf, Sankt Augustin oder Unkel. Der Name der 28.000-Einwohner-Stadt Rinseln in der Fernsehserie erinnert an Rinteln, das mit 27.133 eine ähnliche Einwohnerzahl hat und auch über die gleichen öffentlichen Einrichtungen Gymnasium und Hallenbad verfügt. Rinteln wurde in Medien dadurch bekannt, dass es wie Rinseln in der Fernsehserie als typische deutsche Durchschnittsstadt gilt und dadurch von RTL für die Bundestagswahl 2017 als Wahlstadt ausgewählt wurde. Die Protagonisten besuchen das fiktive Anton-Köllisch-Gymnasium, Köllisch war der erste Chemiker, der 1912 MDMA synthetisierte. Tatsächlich handelt es sich um das Georg-Büchner-Gymnasium in Köln-Weiden.

## Rezeption

### Kritiken
Die Serie wurde insgesamt positiv aufgenommen. Beim Wertungsaggregator Rotten Tomatoes erreichte die erste Staffel bei der Community einen Zustimmungswert von 92 %, basierend auf über 100 Bewertungen. Die zweite Staffel konnte 88 % erreichen, die dritte 89 %.
Die Nutzer der Internet Movie Database bewerteten die Serie mit einem gewichteten Durchschnitt von 7,8 bei 10 möglichen Punkten, basierend auf über 32.000 Bewertungen.
Beim „Fair Film Award 2019“, einer jährlich von Crew United durchgeführten Umfrage über Arbeitsbedingungen an Film-Sets in Deutschland, belegte die Serie (unter dem Ursprungstitel Don’t Try This At Home) in der Kategorie „Serie“ deutlich den letzten Platz. Dabei wurden Kriterien wie „Vertrag, Gagen und Entgelte“, „Arbeitsklima und Kommunikation“, sowie „Arbeitszeiten und Arbeitsschutz“ berücksichtigt.

### Auszeichnungen und Nominierungen
Bambiverleihung 2019

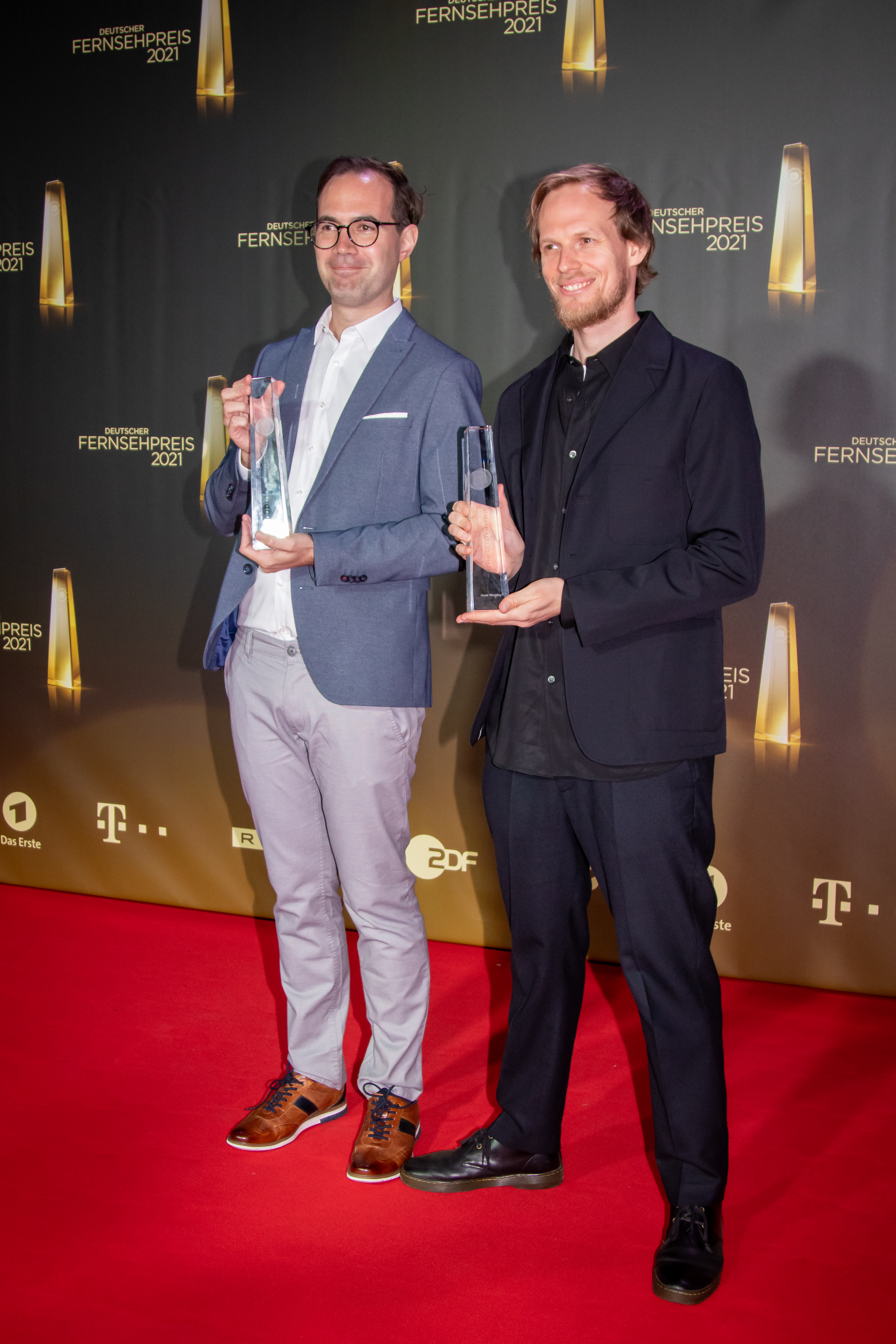
Rainer Nigrelli und David Wieching beim Deutschen Fernsehpreis 2021

- 2019: Auszeichnung in der Kategorie Bester Schauspieler international für Bjarne Mädel (zusammen mit 25 km/h und Was uns nicht umbringt)

Romyverleihung 2020
- Auszeichnung in der Kategorie Beste TV-Serie[32]
- Auszeichnung in der Kategorie Bester Nachwuchs männlich für Maximilian Mundt

Grimme-Preis 2020
- Auszeichnung in der Kategorie Kinder & Jugend für Matthias Murmann, Philipp Käßbohrer, Sebastian Colley, Stefan Titze, Arne Feldhusen und Lars Montag[33]

Deutscher Fernsehpreis
- 2019: Auszeichnung in der Kategorie Beste Redaktion/Producing für Philipp Käßbohrer und Matthias Murmann
- 2020: Auszeichnung in der Kategorie Beste Comedy-Serie für Philipp Käßbohrer, Matthias Murmann, Sebastian Colley und Stefan Titze
- 2021: Auszeichnung in der Kategorie Bester Schnitt für Christoph Cepok, Rainer Nigrelli und David Wieching